# آیرتون (بازیکن فوتبال، زاده فوریه ۱۹۹۰)
آیرتون ریبریو سانتوس (به پرتغالی: Airton Ribeiro Santos) هافبک اهل برزیل است که در شهر ریودو ژانیرو و در تاریخ ۲۱ فوریهٔ ۱۹۹۰ به دنیا آمده‌است.
آیرتون ریبریو سانتوس در تیم‌های فوتبال Nova Iguaçu سابقهٔ حضور دارد.